# Pointer
Pointer – jedna z ras psów, należąca do grupy wyżłów, zaklasyfikowana do sekcji wyżłów brytyjskich i irlandzkich. Stanowi osobną podsekcję Pointerów. Typ wyżłowaty. Podlega próbom pracy.

## Rys historyczny

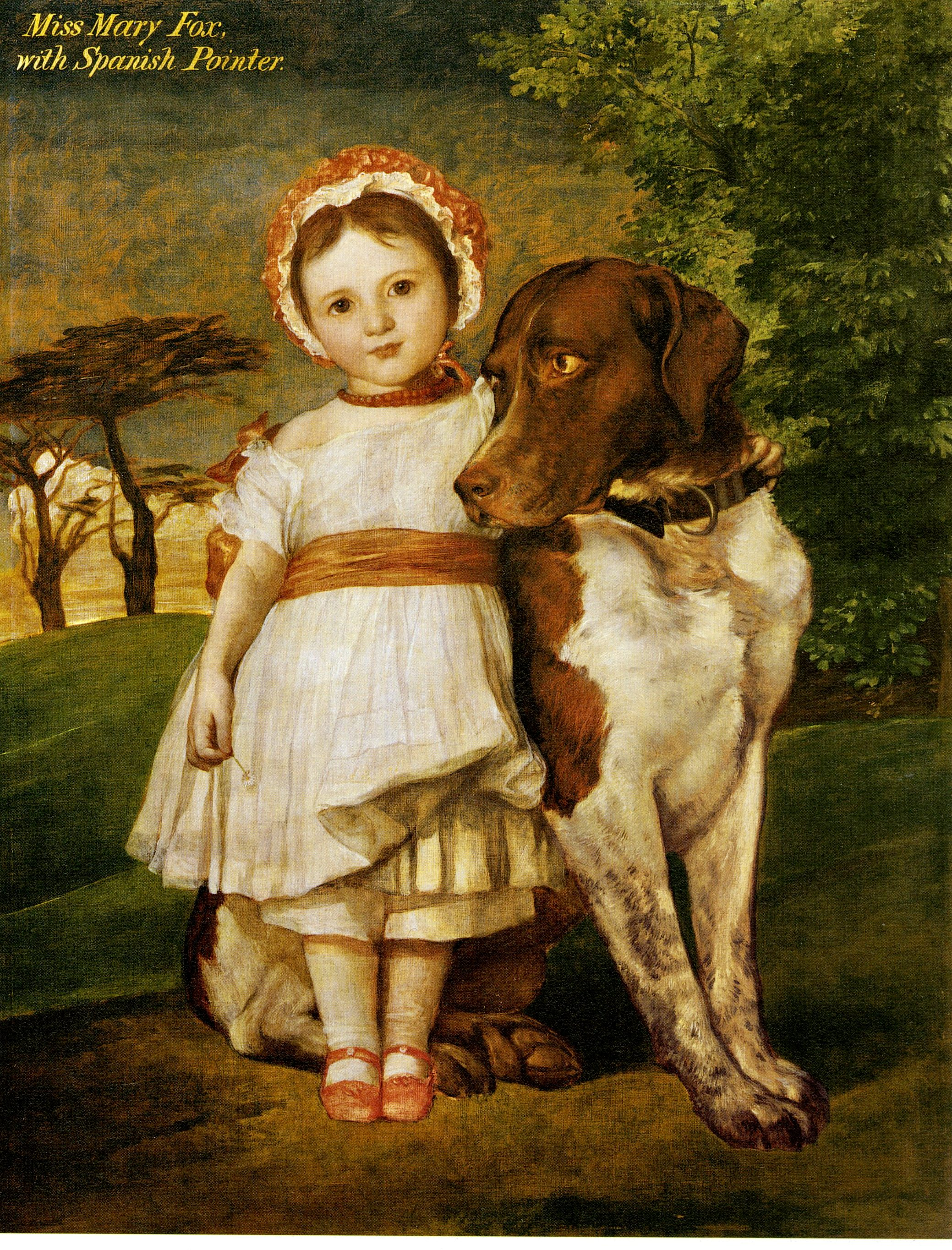
Portret Mary Fox (1850-1878) (późniejszej księżniczki Marie z Liechtensteinu) ze swoim wyżłem Elią. Autor: George Frederick Watts

Dokładne pochodzenie rasy nie jest znane. Wiadomo, że pointer powstał w Wielkiej Brytanii. Przypuszcza się, że jego przodkami były legawce (psy myśliwskie wykorzystujące górny wiatr) z Włoch, Hiszpanii oraz Portugalii, przywiezione na Wyspy Brytyjskie przez oficerów angielskich po zakończeniu hiszpańskiej wojny sukcesyjnej w 1713 roku, a następnie krzyżowane z psami ras takich jak foxhound, greyhound, seter czy bloodhound. Nazwa rasy pochodzi od angielskiego wyrazu "point" ("wskazywać"). Nawiązuje ona do zastygania psa tej rasy w bezruchu z wyciągniętą przednią łapą, wskazującą myśliwemu położenie zwierzyny. Pierwotnie pointer używany był do wystawiania zajęcy, które następnie były gonione przez charty lub do wystawiania ptactwa, które było płoszone przez płochacze i łowione w sieci. Rasa zyskała dużą popularność po 1700 roku, kiedy to upowszechniło się polowanie na ptaki z bronią palną, jako że pointer umiał precyzyjnie wskazywać miejsce, w którym znajdowała się zwierzyna. Za protoplastę współczesnych pointerów uważany jest urodzony w 1872 pies imieniem Bang.

## Zachowanie i charakter
Pies o żywym usposobieniu, lubiący ruch i przestrzeń. Konsekwentnie wychowywany w miarę łatwy w prowadzeniu. Wyżeł o dużej pasji myśliwskiej, szybki i wytrzymały. Odznacza się schludnością. Prawidłowo ułożony pointer nie powinien wykazywać skłonności do agresji oraz płochliwości. Zwykle łatwo akceptuje dzieci, ale przy zaniedbaniu wczesnej socjalizacji może przejawiać instynkty łowieckie w stosunku do mniejszych zwierząt domowych.

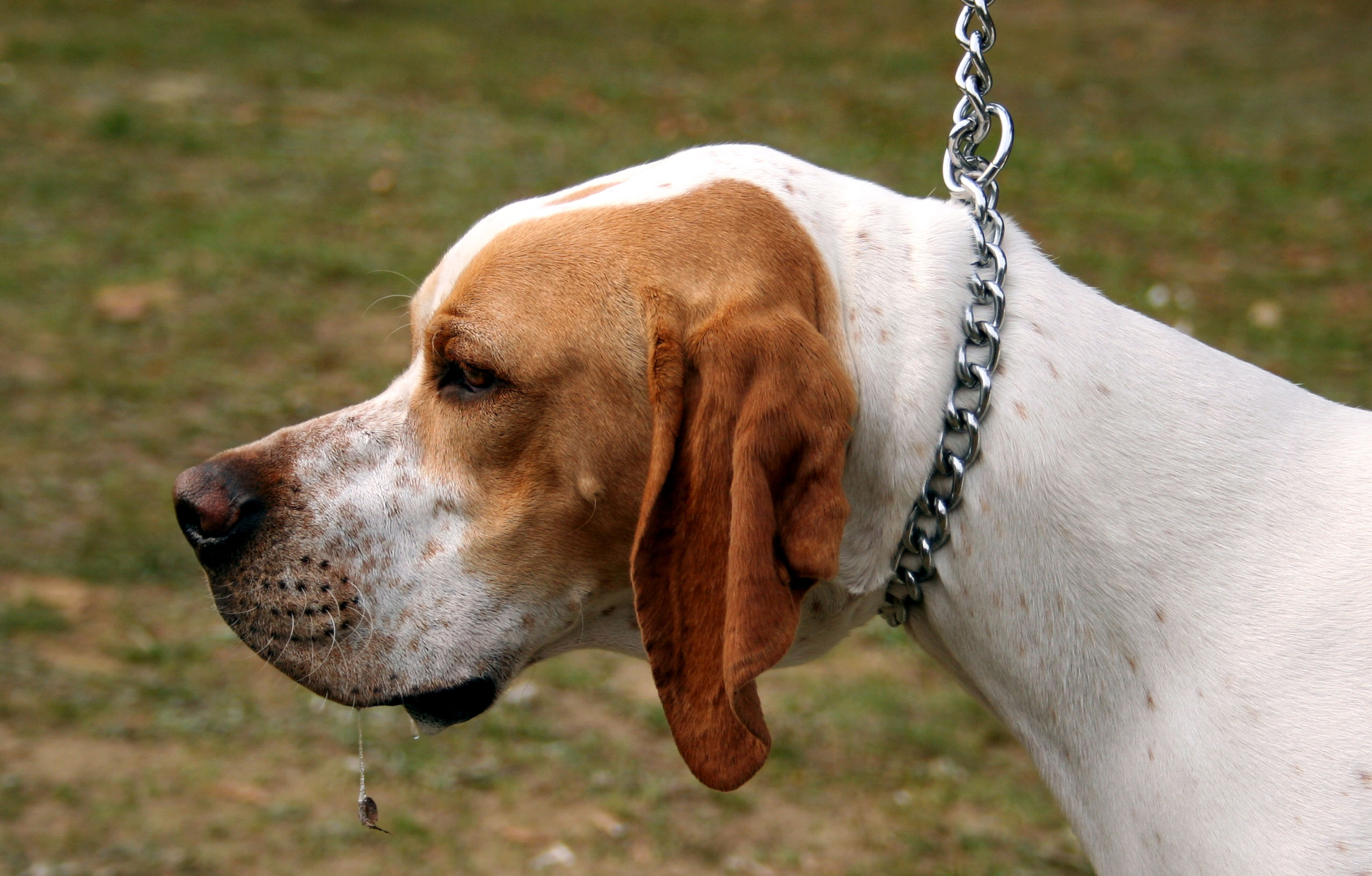
Profil głowy pointera

## Wygląd

### Budowa
Głowa: silnie zaznaczony przełom, połączony z lekko wklęsłą kufą. Zgryz nożycowy.
Oczy: okrągłe; orzechowe u jasnych, brązowe u ciemniej umaszczonych psów.
Nos: szeroki, ciemny, z nieco wklęsłym grzbietem.
Uszy: osadzone raczej wysoko, zwisające blisko głowy.
Szyja: długa, sucha, bez podgardla.
Tułów: mocny, z wysokim kłębem i płynną linią grzbietu.
Kończyny: długie, proste, mocne, dobrze umięśnione, ustawione równolegle. Łapy okrągłe, zwarte, z wysklepionymi palcami i mocnymi opuszkami.
Ogon: prosty, średniej długości, zwężający się od nasady ku końcowi, trzymany na równi z linią grzbietu, co podkreśla pozycję stójki przy wystawianiu.
Sylwetka: doskonale umięśniona, zwarta, smukła, w kształcie krótkiego prostokąta, proporcjonalna, z wysokim kłębem i płynną linią grzbietu, lekko opadającą w kierunku zadu. Klatka piersiowa szeroka, pojemna, głęboka.

### Szata i umaszczenie
Włos jest gładki, krótki i gęsty, maść różnorodna (cytrynowa, czarna, pomarańczowa, wątrobiana – zwykle połączone z białym).

## Zdrowie i pielęgnacja
Psy tej rasy wymagają regularnego ruchu na świeżym powietrzu i są dość odporne na wysokie temperatury, ale źle znoszą mrozy. Najczęściej spotykane u psów tej rasy dolegliwości to choroby skóry, dystrofia oraz głuchota. Długość życia: 12 do 14 lat.

## Użytkowość
Od momentu wynalezienia broni palnej pointer jest używany do polowań jako wyżeł wielostronny. W Wielkiej Brytanii wystawia ptactwo w polu suchym, na terenie Europy kontynentalnej jest bardziej wszechstronny – wystawia i aportuje, także z wody.

## Obecność w kulturze

### Filatelistyka
Poczta Polska wyemitowała 3 lutego 1969 r. znaczek pocztowy przedstawiający głowę pointera o nominale 8,5 zł, w serii Rasy psów. Druk w technice offsetowej na papierze kredowym. Autorem projektu znaczka był Janusz Grabiański. Znaczek pozostawał w obiegu do 31 grudnia 1994 r..